# Brad Warner

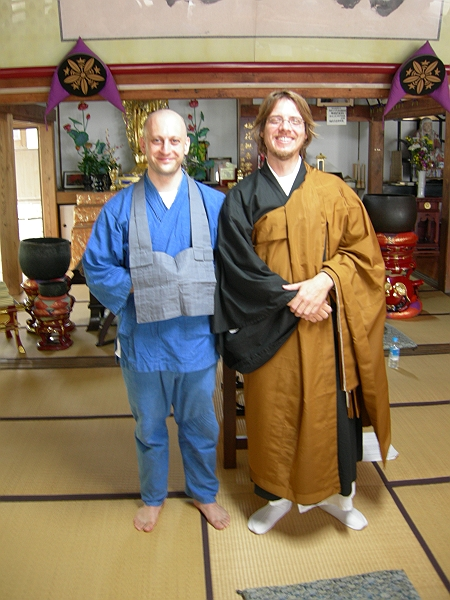
Brad Warner (rechts)

Brad Warner (* 5. März 1964 in Hamilton, Ohio) ist ein Zen-Meister, ordiniert in der Sōtō-Schule von Gudō Wafu Nishijima. Außerdem ist er Autor, Musiker, Filmemacher und Blogger.

## Leben
Warner wurde 1964 geboren und wuchs in einem Vorort von Akron, Ohio auf. Ab 1972 lebte er mit seinen Eltern 3 Jahre lang in Nairobi, Kenia. Wieder in Ohio begann er 1982 Bass-Gitarre in der Hardcore-Punk-Band Zero Defex (0DFx) zu spielen. 1985–1991 veröffentlichte er 5 Alben unter dem Bandnamen Dimentia 13 auf dem Label Midnight Records. Anfang der 80er Jahre begann er, Zazen zu praktizieren. Sein damaliger Zen-Lehrer war Tim McCarthy. 1993 zog Warner nach Japan und unterrichtete dort Englisch. Ab 1994 arbeitete er in Tokio bei Tsuburaya Productions, dem Produzenten der japanischen Fernsehserie Ultraman. In Japan begann er, Zen bei Gudō Wafu Nishijima zu studieren. Nishijima studierte Zen unter Kōdō Sawaki und Rempo Niwa und gründete die buddhistische Gruppe Dogen-Sangha. Nach einigen Jahren bekam er von Nishijima die Dharma-Übertragung und er begann, auf seiner Homepage, ab 2005 auf seinem Blog, Texte über den Buddhismus und andere Themen zu schreiben.
2003 erschien sein Buch Hardcore Zen – Punk Rock, Monster Movies and the truth about reality. Nach 11 Jahren in Japan zieht er nach Los Angeles, wo er eine Zazen Gruppe in Santa Monica leitet. Seit Dezember 2006 schreibt er Artikel für die Webseite SuicideGirls. Im Mai 2007 erschien sein zweites Buch Sit Down and Shut Up: Punk Rock Commentaries on Buddha, God, Truth, Sex, Death, and Dogen's Treasury of the Right Dharma Eye.
2007 wurde er von Gudō Wafu Nishijima zum Leiter der Dogen-Sangha ernannt.
2009 erschien Warners Buch Zen Wrapped in Karma Dipped in Chocolate: A Trip Through Death, Sex, Divorce, and Spiritual Celebrity in Search of the True Dharma.

## Lehre
Warner versteht den Buddhismus nicht als eine Religion, sondern als eine Philosophie des Tuns (Philosophy of Action). Die Lehre der Wiedergeburt lehnt er ab. Er betrachtet seine Zen-Praxis als eine Weiterentwicklung seiner früheren Erfahrungen aus der Punk-Szene, die er durchaus kritisch betrachtet.

## Stil
Warner schreibt in Alltagssprache, benutzt Humor und bezieht sich öfters auf Elemente der Popkultur.

## Sonstiges
Brad Warner ist Vegetarier. Außerdem lehnt er Alkohol und andere Drogen ab. Die Punkszene, die Warner erlebte, war sehr von der in Washington, D.C. (D.C. Hardcore) beeinflusst, vor allem von der Straight Edge Band Minor Threat.